# Míriel
Míriel zvaná Serindë je fiktivní postava z knihy J. R. R. Tolkiena Silmarillion. 

## Život
Své přízvisko Serindë (Vyšívačka) získala pro svou vynikající zručnost ve tkaní a vyšívání. Měla totiž na tuto jemnou práci obratnější ruce, než kdokoliv jiný z Noldor. Byla manželkou Finwëho, velekrále Noldor, jež přivedl svůj lid od jezera probuzení (Cuiviénenu) do Amanu, kam byli společně s dalšími rody elfů pozváni. Společně s Finwëm měla jediné dítě, syna, jemuž dal Finwë jméno Curufinwë, je však znám pod jménem, jež mu dala právě jeho matka, Míriel, Fëanor neboli Ohnivý duch. Láska Finwëho a Míriel byla šťastná, ale když Míriel porodila syna strávilo ji to na duchu i na těle a přála si být zproštěna námahy žití. Finwëho to velmi trápilo a poradil se s Manwëm, který ji předal do péče Irmovi v Lórienu. Manželé se spolu hořce rozloučili a když Míriel odešla do zahrad Lórienu a ulehla k spánku, třebaže se zdálo, že spí, její duch opustil její tělo a odebral se do síní Mandosu. Estëiny dívky pečovaly o Mírielino tělo a ačkoliv neuvadlo, Míriel se už nevrátila. Finwë žil od té doby v zármutku, chodil do Lórienských zahrad, sedal vedle těla své ženy a volal ji jejími jmény, ona se však již neprobudila a Finwë po čase přestal do Lórienu chodit.